# Västerhamnsviken
Västerhamnsviken är en sjö i Söderhamns kommun i Hälsingland och ingår i Ljusnan-Skärjåns kustområde.